# Pinello (Rebsorte)
Pinello ist eine autochthone Rebsorte oder lediglich eine spezielle Weinsorte aus der Rebsorte Pinella, die dafür nur in den Euganeischen Hügeln der Region Venetien im Nordosten Italiens auf überwiegend stark kalkhaltigen, vulkanischen Böden in zumeist südlichen Hang- und Tallagen angebaut wird. Aus dieser Weißweinsorte des DOC-Weinanbaugebietes Colli Euganei wird hauptsächlich ein leichter, fruchtiger Perlwein (italienisch: vino frizzante) und ein Schaumwein (italienisch: Spumante) hergestellt, die denselben Namen wie gegebenenfalls die Rebsorte tragen (vollständig: Colli Euganei DOC Pinello).

## Synonyme
Möglicherweise ist die Rebsorte Pinello mit der Sorte Pinella identisch. Dann wären die Bezeichnungen Mattozza, Pinella, Pinela, Pinjela, Pinola und Vipavka Synonyme für die Rebsorte Pinello.

## Charakter
Der Pinello ist nach selbstvermarktendem Verständnis ihrer Produzenten von „matt strohgelber“ Farbe mit fruchtig-floralem Duft und fruchtigem Geschmack, leicht und feinsäuerlich (trocken). Sein Alkoholgehalt liegt zwischen 10 und 11 Prozent. Wegen seiner spritzigen Frische empfehlen ihn die lokalen Winzer als sommerlichen Aperitifwein, zu Antipasti und leichten Gerichten, insbesondere zu Fisch und hellem Fleisch, zu servieren bei einer Temperatur von etwa 10 °C.